# Dirección General de Centrales Eléctricas del Estado
La Dirección General de Centrales Eléctricas del Estado de Argentina fue una entidad autárquica dependiente del Poder Ejecutivo Nacional encargado de la administración de las centrales de generación de energía eléctrica.
Fue creada por decreto n.º 22 380 del 20 de septiembre de 1945 del presidente de facto de la Nación, general Edelmiro J. Farrell. Tenía jerarquía de entidad autárquica y dependía de la Dirección Nacional de la Energía.

La Dirección General de Centrales Eléctricas del Estado tendrá a su cargo el estudio, el proyecto, la ejecución y la explotación de centrales eléctricas (hidráulicas y térmicas), medios de transmisión, estaciones transformadoras y redes de distribución, para la venta de energía eléctrica. Podrá también vender energía eléctrica a otros organismos de la Nación, provincias o municipios…
Decreto n.º 22 380, Art. 10.º

Por decreto n.º 3967 del 14 de febrero de 1947 del general Juan D. Perón, la dirección general fue fusionada con la Dirección General de Irrigación y se constituyó la Dirección General de Agua y Energía Eléctrica.